# Vinylacetylen
Vinylacetylen eller butenyn är ett omättat kolväte med formeln C4H4. Det är en dimer av acetylen och är både en alkyn och en alken.

## Framställning
Vinylacetylen framställdes första gången genom Hofmann-eliminering av kvartärt ammoniumsalt
{\displaystyle \rightarrow }++
Det kan också framställas genom dimerisering av acetylen.

## Användning
Vinylacetylen var tidigare ett viktigt råmaterial för tillverkning av Neopren, men har till största delen ersatts av butadien.